# Richie Ginther

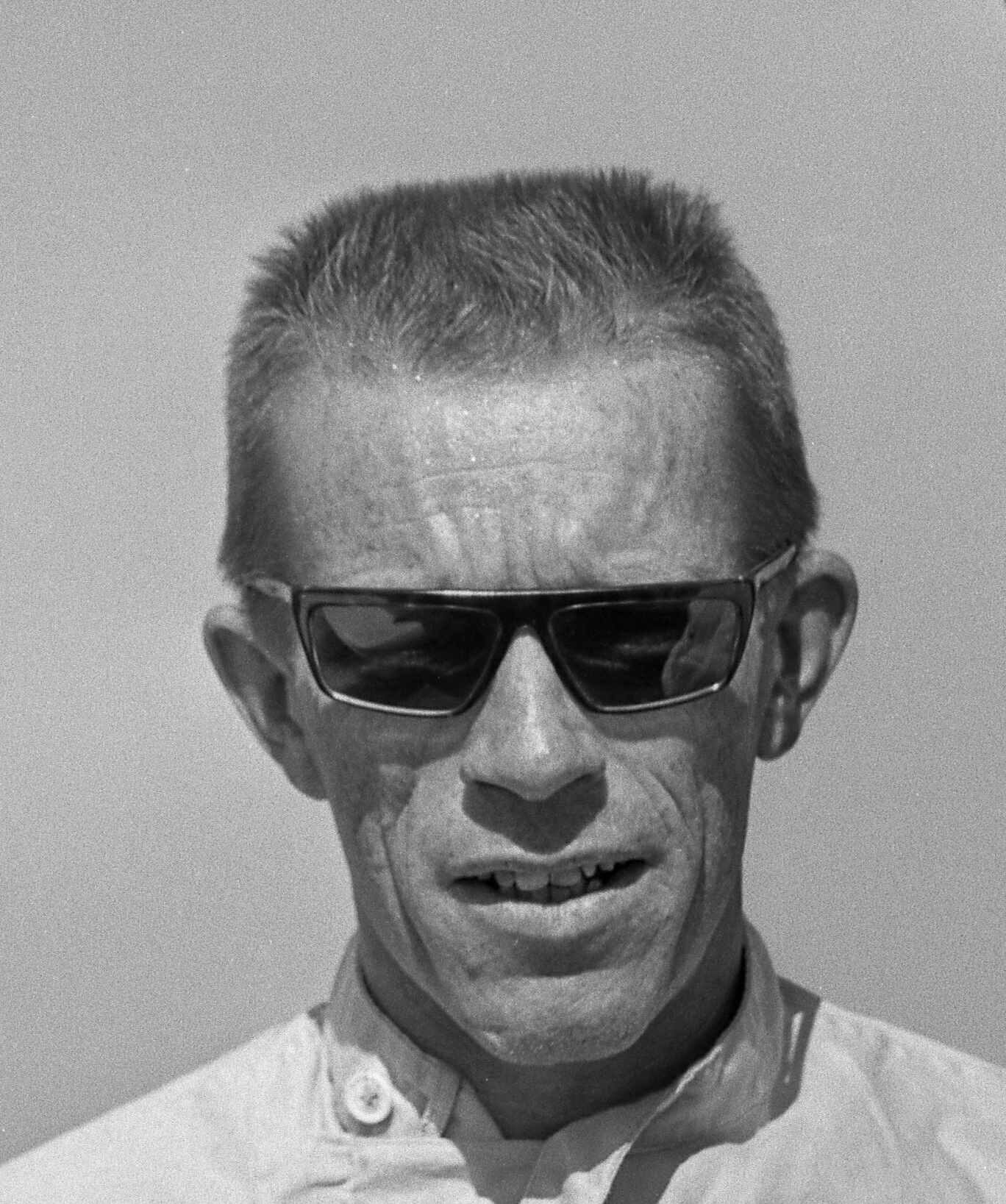
Richie Ginther (1964)

Paul Richard "Richie" Ginther (Granada Hills, Californië, 5 augustus 1930 - Touzac-Le-Roucou, 20 september 1989) was een Formule 1-coureur uit de USA.
Ginther was aanvankelijk het hulpje en de vriend van Phil Hill. Hij volgde Hill als sleutelaar en pithulpje, toen deze aan het begin stond van zijn autosportcarrière. Later stapte hij ook zelf achter het stuur. Ginther startte 52 van de 54 Grands Prix waar hij voor ingeschreven was tussen 1960 en 1967 voor de teams Ferrari, Scarab, BRM, Honda, Cooper en Eagle.
Tijdens zijn carrière zorgde Ginther voor de eerste overwinning van Honda bij de Grand Prix van Mexico van 1965.